# توموهيرو نيشيكادو

صورة من لعبة سبيس إنفيدرز الذي صممه نيشيكادو

توموهيرو نيشيكادو (باليابانية: 西角 友宏) ، من مواليد 31 مارس 1944 في مدينة أوساكا اليابانية ، وهو مصمم ألعاب فيديو ياباني ، وهو من بدأ بالعصر الذهبي لألعاب الفيديو ، أشتهر بتصميم اللعبة سبيس إنفيدرز.

## مصدر
1. ↑  Stephen Totilo, In Search Of The First Video Game Gun, Kotaku نسخة محفوظة 24 يناير 2018 على موقع واي باك مشين.

## وصلات خارجية
- توموهيرو نيشيكادو على موقع الموسوعة البريطانية (الإنجليزية)
- توموهيرو نيشيكادو على موقع ميوزك برينز (الإنجليزية)

- Article at The Dot Eaters, on Nishikado and a history of Space Invaders.
- Partial list of games credited to Nishikado.
- Space Invaders' Creator Says He Would Have Made It 'Far Easier'